# Coupe du monde de ski de vitesse 2023
Navigation
2022 2024
La Coupe du monde de ski de vitesse 2023 se déroule du 28 janvier 2023 à Vars (France) au 5 avril 2023 à Formigal (Espagne). La compétition est mise en place par la Fédération internationale de ski et de snowboard où 7 épreuves , masculines comme féminines, déterminent le vainqueur du globe de cristal (récompense décernée au vainqueur).
En raison des conditions de neige, les 5 épreuves prévues en Suède, en Andorre et en Espagne ont été annulées et 4 épreuves sont venues se rajouter à Vars aux 2 épreuves initialement programmées. L'ensemble de la Coupe du monde se déroule ainsi à Vars sur un total de 6 épreuves du 28 janvier au 29 mars 2023.
Chez les hommes, l'Italien Simone Origone l'emporte pour une incroyable 14e fois en s'adjugeant 4 des 6 épreuves. Il précède le Français Simon Billy, champion du monde en titre et nouveau recordman du monde, qui remporte les 2 autres épreuves. Le Tchèque Radim Palan monte pour la première fois sur le podium de la Coupe du monde et Bastien Montès termine au pied du podium.
Chez les dames, Britta Backlund reprend le titre à l'Italienne Valentina Greggio qui termine à la seconde place. Elle l'emporte ainsi pour la 4e fois en remportant 5 des 6 épreuves. La Française Cléa Martinez complète le podium.

## Programme initial de la saison
7 épreuves sont prévues au départ pour les hommes comme pour les dames, dans 4 stations situées dans 4 pays européens différents.

## Classement général
| Rang | Nom             | Points | Victoire(s) | Podium(s) |
| ---- | --------------- | ------ | ----------- | --------- |
|      | Simone Origone  | 560    | 4           | 6         |
| 2e   | Simon Billy     | 480    | 2           | 6         |
| 3e   | Radim Palan     | 283    |             | 2         |
| 4e   | Bastien Montès  | 261    |             | 1         |
| 5e   | Jonathan Moret  | 215    |             | 1         |
| 6e   | Marc Amann      | 189    |             |           |
| 7e   | Tawny Wagstaff  | 169    |             |           |
| 8e   | Ugo Portal      | 126    |             | 0         |
| 9e   | Manuel Kramer   | 125    |             | 1         |
| 10e  | Carl Ribbegardh | 122    |             |           |

| Rang | Nom               | Points | Victoire(s) | Podium(s) |
| ---- | ----------------- | ------ | ----------- | --------- |
|      | Britta Backlund   | 580    | 5           | 6         |
| 2e   | Valentina Greggio | 500    | 1           | 6         |
| 3e   | Cléa Martinez     | 350    |             | 5         |
| 4e   | Célia Martinez    | 310    |             | 1         |
| 5e   | Marta Visa Carol  | 252    |             |           |
| 6e   | Mathilda Persson  | 90     |             |           |
| 7e   | Seraina Murk      | 80     |             |           |

## Calendrier

### Hommes
| Date            | Lieu                  | Vainqueur                                                             | Vitesse vainqueur                                                     | Deuxième                                                              | Troisième                                                             |
| 28 janvier 2023 | Vars                  | Simone Origone                                                        | 216,78 km/h                                                           | Jonathan Moret                                                        | Simon Billy                                                           |
| 29 janvier 2023 | Vars                  | Simone Origone                                                        | 220,10 km/h                                                           | Simon Billy                                                           | Bastien Montès                                                        |
| 10 mars 2023    | Idre Fjäll            | Épreuves reportées les 17 et 18 mars à Vars pour manque d'enneigement | Épreuves reportées les 17 et 18 mars à Vars pour manque d'enneigement | Épreuves reportées les 17 et 18 mars à Vars pour manque d'enneigement | Épreuves reportées les 17 et 18 mars à Vars pour manque d'enneigement |
| 11 mars 2023    | Idre Fjäll            | Épreuves reportées les 17 et 18 mars à Vars pour manque d'enneigement | Épreuves reportées les 17 et 18 mars à Vars pour manque d'enneigement | Épreuves reportées les 17 et 18 mars à Vars pour manque d'enneigement | Épreuves reportées les 17 et 18 mars à Vars pour manque d'enneigement |
| 17 mars 2023    | Vars                  | Simone Origone                                                        | 230,85 km/h                                                           | Manuel Kramer                                                         | Simon Billy                                                           |
| 18 mars 2023    | Vars                  | Simon Billy                                                           | 223,32 km/h                                                           | Simone Origone                                                        | Klaus Schrottshammer                                                  |
| 29 mars 2023    | Grandvalira/Grau Roig | Épreuves reportées les 28 et 29 mars à Vars                           | Épreuves reportées les 28 et 29 mars à Vars                           | Épreuves reportées les 28 et 29 mars à Vars                           | Épreuves reportées les 28 et 29 mars à Vars                           |
| 30 mars 2023    | Grandvalira/Grau Roig | Épreuves reportées les 28 et 29 mars à Vars                           | Épreuves reportées les 28 et 29 mars à Vars                           | Épreuves reportées les 28 et 29 mars à Vars                           | Épreuves reportées les 28 et 29 mars à Vars                           |
| 28 mars 2023    | Vars                  | Simone Origone                                                        | 209,68 km/h                                                           | Simon Billy                                                           | Radim Palan                                                           |
| 29 mars 2023    | Vars                  | Simon Billy                                                           | 195,85 km/h                                                           | Simone Origone                                                        | Radim Palan                                                           |
| 5 avril 2023    | Formigal              | Épreuves annulées en raison du mauvais état de la piste               | Épreuves annulées en raison du mauvais état de la piste               | Épreuves annulées en raison du mauvais état de la piste               | Épreuves annulées en raison du mauvais état de la piste               |

### Femmes
| Date            | Lieu                  | Vainqueur                                                             | Vitesse vainqueur                                                     | Deuxième                                                              | Troisième                                                             |
| 28 janvier 2023 | Vars                  | Britta Backlund                                                       | 206,94 km/h                                                           | Valentina Greggio                                                     | Cléa Martinez                                                         |
| 29 janvier 2023 | Vars                  | Britta Backlund                                                       | 213,56 km/h                                                           | Valentina Greggio                                                     | Cléa Martinez                                                         |
| 10 mars 2023    | Idre Fjäll            | Épreuves reportées les 17 et 18 mars à Vars pour manque d'enneigement | Épreuves reportées les 17 et 18 mars à Vars pour manque d'enneigement | Épreuves reportées les 17 et 18 mars à Vars pour manque d'enneigement | Épreuves reportées les 17 et 18 mars à Vars pour manque d'enneigement |
| 11 mars 2023    | Idre Fjäll            | Épreuves reportées les 17 et 18 mars à Vars pour manque d'enneigement | Épreuves reportées les 17 et 18 mars à Vars pour manque d'enneigement | Épreuves reportées les 17 et 18 mars à Vars pour manque d'enneigement | Épreuves reportées les 17 et 18 mars à Vars pour manque d'enneigement |
| 17 mars 2023    | Vars                  | Britta Backlund                                                       | 222,55 km/h                                                           | Valentina Greggio                                                     | Cléa Martinez                                                         |
| 18 mars 2023    | Vars                  | Britta Backlund                                                       | 212,20 km/h                                                           | Valentina Greggio                                                     | Cléa Martinez                                                         |
| 29 mars 2023    | Grandvalira/Grau Roig | Épreuves reportées les 28 et 29 mars à Vars                           | Épreuves reportées les 28 et 29 mars à Vars                           | Épreuves reportées les 28 et 29 mars à Vars                           | Épreuves reportées les 28 et 29 mars à Vars                           |
| 30 mars 2023    | Grandvalira/Grau Roig | Épreuves reportées les 28 et 29 mars à Vars                           | Épreuves reportées les 28 et 29 mars à Vars                           | Épreuves reportées les 28 et 29 mars à Vars                           | Épreuves reportées les 28 et 29 mars à Vars                           |
| 28 mars 2023    | Vars                  | Valentina Greggio                                                     | 200,46 km/h                                                           | Britta Backlund                                                       | Cléa Martinez                                                         |
| 29 mars 2023    | Vars                  | Britta Backlund                                                       | 188,95 km/h                                                           | Valentina Greggio                                                     | Célia Martinez                                                        |
| 5 avril 2023    | Formigal              | Épreuves annulées en raison du mauvais état de la piste               | Épreuves annulées en raison du mauvais état de la piste               | Épreuves annulées en raison du mauvais état de la piste               | Épreuves annulées en raison du mauvais état de la piste               |